# Festőkagyló
A festőkagyló (Unio pictorum) a kagylók (Bivalvia) osztályának folyamikagylók (Unionoida) rendjébe, ezen belül a folyamikagyló-félék (Unionidae) családjába tartozó faj.

## Előfordulása
A festőkagyló Közép-Európában mindenütt megtalálható, de nem gyakori. Főleg a folyóvölgyek környékén él. Egyes területeken erősen megritkult.

## Neve
A festőkagyló onnan kapta a nevét, hogy évszázadokkal ezelőtt a festők kagylóteknőben keverték ki a festékeket.

## Megjelenése
A festőkagyló teknője keskeny nyelv alakú, a szélességénél több mint kétszer hosszabb. Hosszúsága 6-14 centiméter, szélessége 2,5-6 centiméter. Elülső vége lekerekített, a hátsó hegyes, felső és alsó szegélye csaknem egyenes és egymással párhuzamos. A zárpárkányzat több foggal is rendelkezik: a bal teknőn a búb előtt 2 dudorszerű főfog, mögötte 2 hosszúra nyúlt, léc alakú mellékfog található; a másik teknőn csupán egy-egy fő- és mellékfog képződik, melyek pontosan illeszkednek az ellenkező oldal fogai közé. A teknő héja vastag, zöldessárga, sárgászöld.

## Életmódja
A festőkagyló nagyobb álló- és lassan folyó vizek lakója. Gyakran a tavikagylóval (Anodonta cygnea) társul.